# Discoglossus
Genre
Synonymes
- Colodactylus Tschudi, 1845

Discoglossus est un genre d'amphibiens de la famille des Discoglossidae.

## Répartition

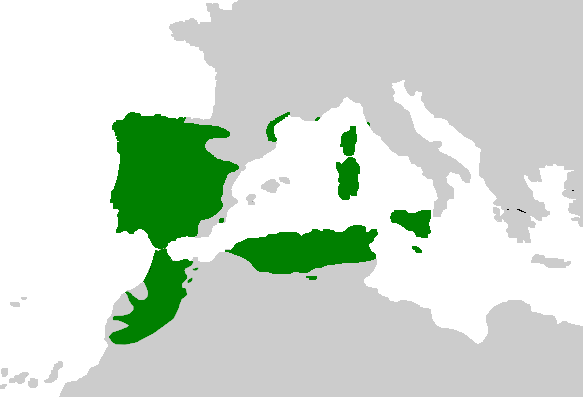
Aire de répartition

Les six espèces de ce genre se rencontrent dans le sud de l'Europe et dans le nord-ouest de l'Afrique.

## Liste des espèces
Selon Amphibian Species of the World (19 novembre 2016) :
- Discoglossus galganoi Capula, Nascetti, Lanza, Bullini, & Crespo, 1985
- Discoglossus jeanneae Busack, 1986
- Discoglossus montalentii Lanza, Nascetti, Capula, & Bullini, 1984 - Discoglosse de Montalent
- Discoglossus pictus Otth, 1837 - Discoglosse peint
- Discoglossus sardus Tschudi, 1837 - Discoglosse sarde
- Discoglossus scovazzi Camerano, 1878

## Publication originale
- Otth, 1837 : Beschreibung einer neuen europäischen Froschgattung, Discoglossus. Neue Denkschriften der Allgemeinen Schweizerischen Gesellschaft für die Gesammten Naturwissenschaften, vol. 1, p. 1-8.